# Maxillaria nutans
Maxillaria nutans är en orkidéart som beskrevs av John Lindley. Maxillaria nutans ingår i släktet Maxillaria och familjen orkidéer. Inga underarter finns listade i Catalogue of Life.